# Viver (kommunhuvudort)
Viver är en kommunhuvudort i Spanien.   Den ligger i provinsen Província de Castelló och regionen Valencia, i den östra delen av landet, 270 km öster om huvudstaden Madrid. Viver ligger 542 meter över havet och antalet invånare är 1 442.
Terrängen runt Viver är kuperad. Runt Viver är det ganska glesbefolkat, med 23 invånare per kvadratkilometer. Närmaste större samhälle är Segorbe, 12,4 km sydost om Viver. 